# The Soulful Saxophone of Gene Ammons
The Soulful Saxophone of Gene Ammons è un album raccolta di Gene Ammons, pubblicato dalla Chess Records nel 1959. Nel 1967 l'etichetta Cadet Records pubblicò un album dal titolo Makes It Happen con tutti e dieci i brani identici ma in ordine numerico diverso.

## Tracce
Lato A
1. My Foolish Heart – 2:42 (Ned Washington, Victor Young) – Registrato il 2 maggio 1950 a Chicago (Illinois)
2. Prelude to a Kiss – 2:55 (Duke Ellington, Irving Gordon, Irving Mills) – Registrato nell'agosto del 1950 a Chicago (Illinois)
3. It's You or No One – 3:05 (Sammy Cahn, Jule Styne) – Registrato il 3 maggio 1951 a Chicago (Illinois)
4. Can Anyone Explain – 2:48 (Bennie Benjamin, George David Weiss) – Registrato nell'agosto del 1950 a Chicago (Illinois)
5. Goodbye – 2:40 (Gordon Jenkins) – Registrato il 2 maggio 1950 a Chicago (Illinois)

Lato B
1. Pennies from Heaven – 2:30 (Johnny Burke, Arthur Johnston) – Registrato l'8 gennaio 1950 a Chicago (Illinois)
2. Happiness Is a Thing Called Joe – 2:38 (Harold Arlen, E.Y. Yip Harburg) – Registrato il 3 maggio 1951 a Chicago (Illinois)
3. You Go to My Head – 2:45 (J. Fred Coots, Haven Gillespie) – Registrato il 2 maggio 1950 a Chicago (Illinois)
4. Once in a While – 3:05 (Michael Edwards, Bud Green) – Registrato il 28 febbraio 1949 a Chicago (Illinois)
5. It's the Talk of the Town – 2:44 (Jerry Livingston, Al J. Neiburg, Marty Symes) – Registrato il 12 ottobre 1948 a Chicago (Illinois)

## Musicisti
Brani A1, A5 e B3
- Gene Ammons - sassofono tenore
- Bill Massey - tromba
- Matthew Gee - trombone
- Charlie Bateman - pianoforte
- Gene Wright - contrabbasso
- Wesley Landers - batteria[3]

Brani A2 e A4
- Gene Ammons - sassofono tenore
- Sonny Stitt - sassofono baritono
- Bill Massey - tromba
- Matthew Gee - trombone
- Charlie Bateman - pianoforte
- Gene Wright - contrabbasso
- Wesley Landers - batteria[4]

Brani A3 e B2
- Gene Ammons - sassofono tenore
- Junior Mance - pianoforte
- Gene Wright - contrabbasso
- Teddy Stewart - batteria[5]

Brano B1
- Gene Ammons - sassofono tenore
- Jesse Miller - tromba
- Matthew Gee - trombone
- Junior Mance - pianoforte
- Leo Blevins - chitarra
- Leroy Jackson - contrabbasso
- Wesley Landers - batteria[6]

Brano B4
- Gene Ammons - sassofono tenore
- Christine Chatman - pianoforte
- Leo Blevins - chitarra
- Lowell Pointer - contrabbasso
- Ike Day - batteria
- Mary Graham - voce[7]

Brano B5
- Gene Ammons - sassofono tenore
- Tom Archia - sassofono tenore
- Christine Chatman - pianoforte
- Leroy Jackson - contrabbasso
- Wesley Landers - batteria[8]